# Comeana
Comeana è una frazione del comune italiano di Carmignano, nella provincia di Prato, in Toscana.

## Geografia fisica
Si trova su di una propaggine del Montalbano verso il corso inferiore dell'Ombrone Pistoiese, unita al capoluogo da un'antica viabilità di crinale che terminava nell'antico ponte o guado di "Castelletti" ai confini con il territorio di Signa. Il borgo è cresciuto su questo percorso, intorno alla chiesa di San Michele, dipendente dalla pieve di Carmignano.

## Storia
A Comeana si trovano importanti ritrovamenti etruschi ed in particolare il grandioso tumulo di Montefortini e la tomba della vicina località di Boschetti. La località, dipendente probabilmente dal più importante centro di Artimino, forse era un avamposto verso la piana paludosa ed i percorsi che l'attraversavano, verso Sesto Fiorentino o verso il centro urbano recentemente scoperto nei pressi di Prato.